# Église de la Sainte-Vierge de Payra-sur-l'Hers
Pour les articles homonymes, voir Église de la Sainte-Vierge.
L'église de la Sainte-Vierge est une église romane située à Payra-sur-l'Hers, dans le pays du Lauragais et le département français de l'Aude en région Occitanie.
L'édifice fait l’objet d'une inscription au titre des monuments historiques depuis le 2 février 1988 et son portail roman d'un classement depuis le 22 novembre 1932.

## Historique
L'église romane de Payra-sur-l'Hers fut construite au XIIe siècle et modifiée au XIXe siècle.
Le portail roman fait l'objet d'un classement au titre des monuments historiques depuis le 22 novembre 1932 alors que le reste de l'église fait l'objet d'une inscription depuis le 2 février 1988.

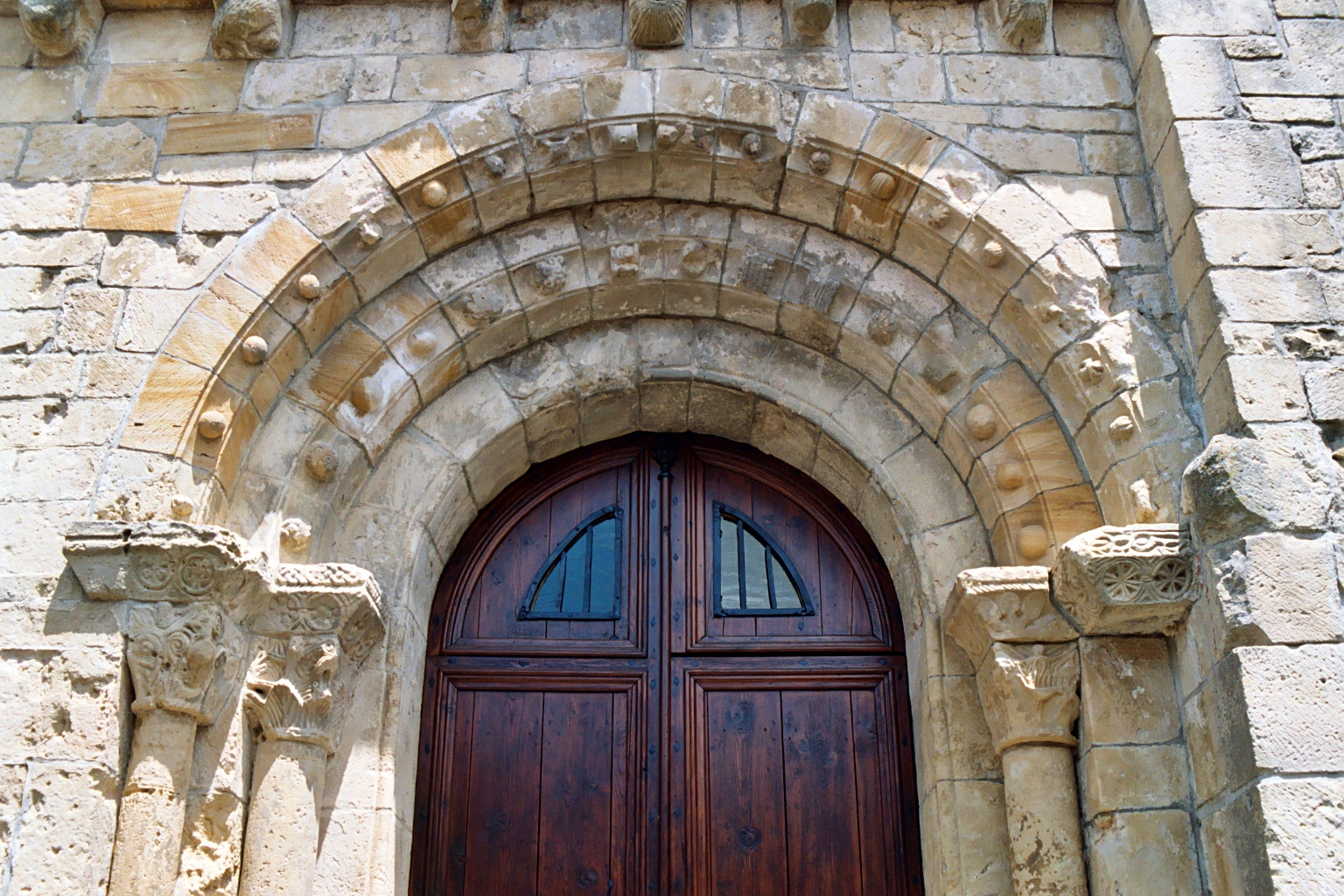
L'archivolte du portail roman.

## Architecture
L'église possède un clocher-mur et un plan asymétrique terminé par une abside et une absidiole polygonale.
Mais l'élément le plus remarquable de cet édifice est sans conteste son portail roman du XIIe siècle.

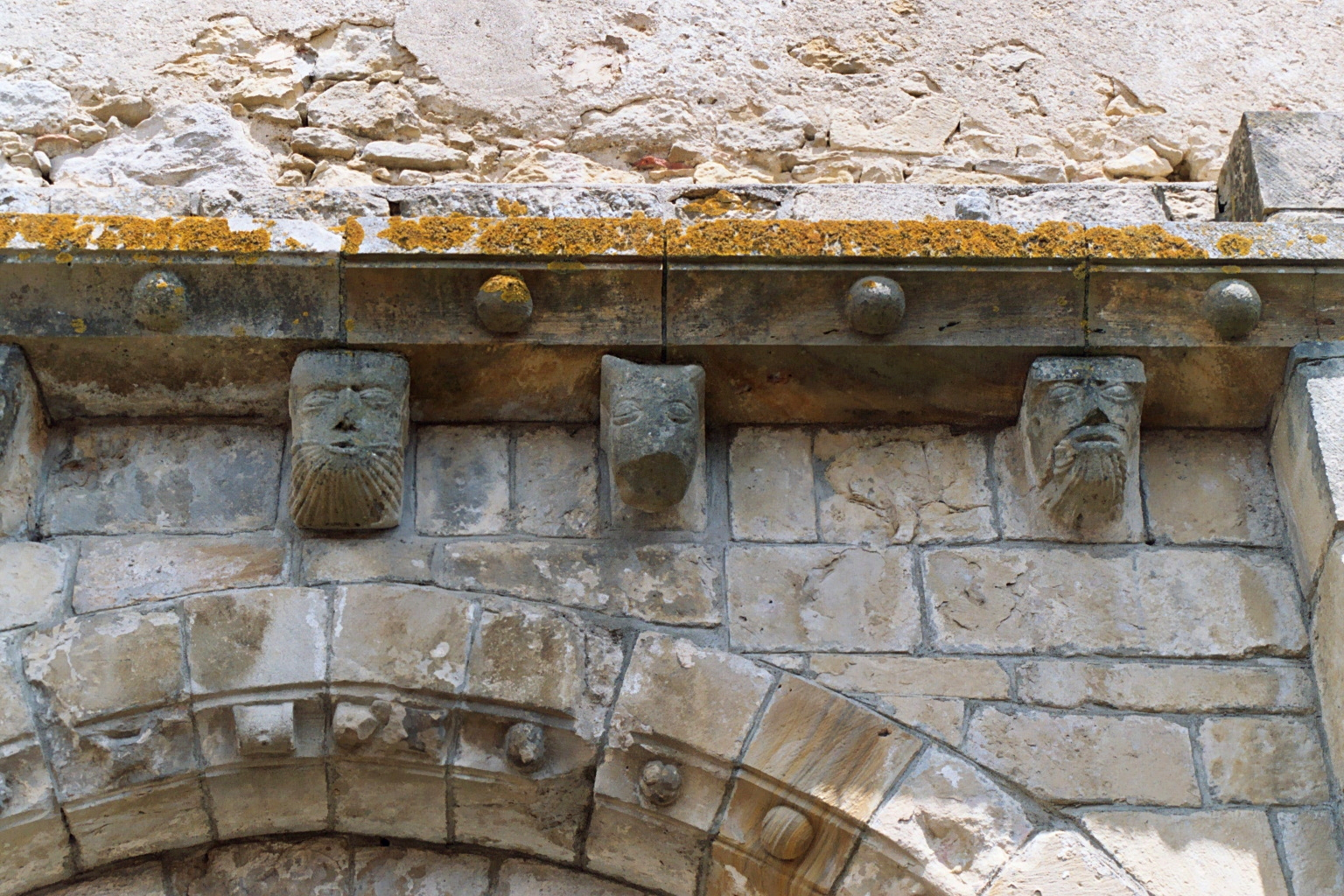
Modillons de la corniche surmontant le portail.

Ce portail est encadré d'une paire de colonnes surmontées de chapiteaux à la corbeille et au tailloir richement sculptés : trois des tailloirs sont ornés de marguerites tandis que le quatrième est orné de palmettes. Ces chapiteaux supportent une archivolte dont les voussures biseautées sont ornées de boules, de pointes de diamant, de coquillages et de motifs variés.
Ce portail est surmonté d'une corniche ornée de boules et supportée par des modillons sculptés figurant des têtes d'animaux ou des visages humains barbus.

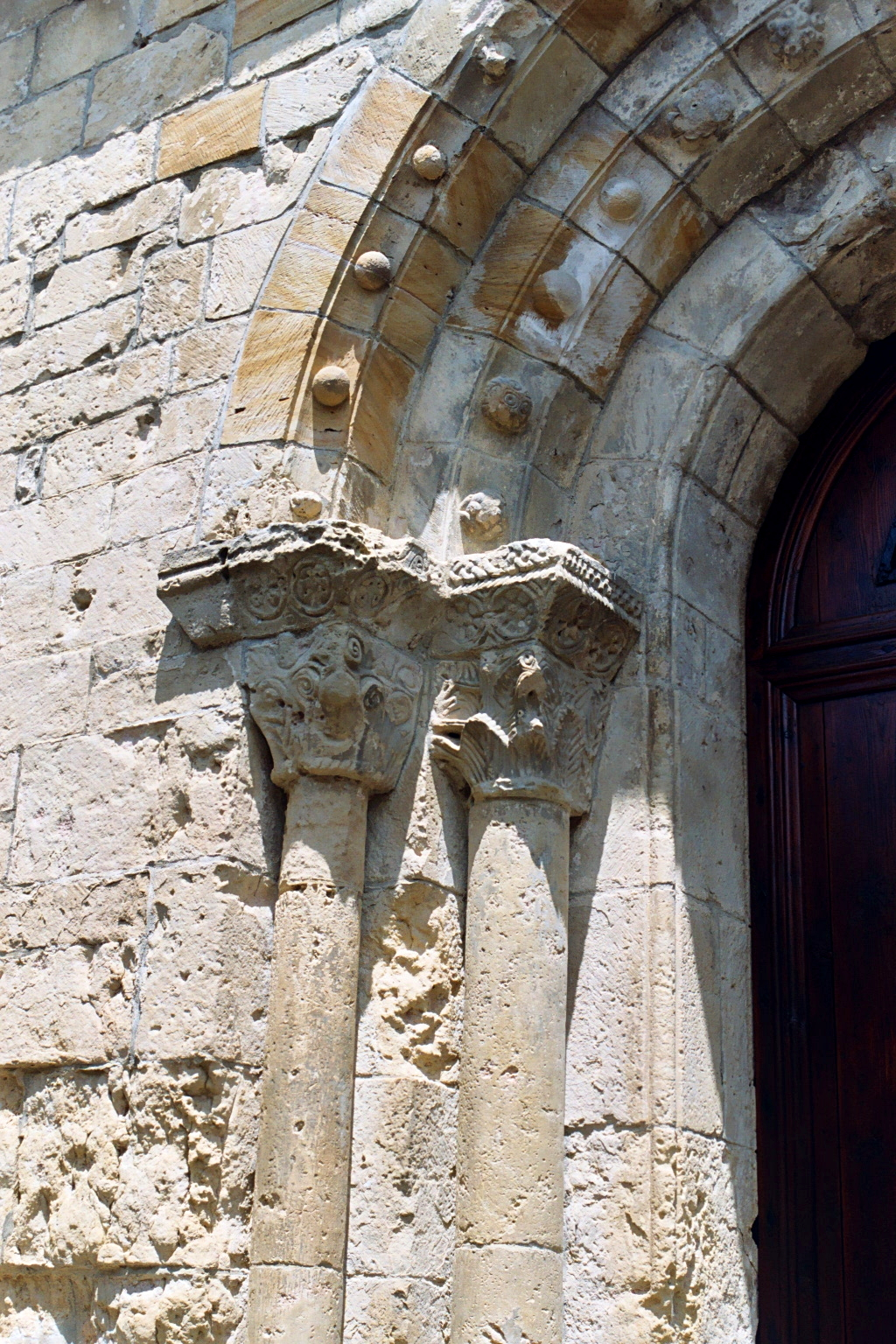
Chapiteaux de gauche.
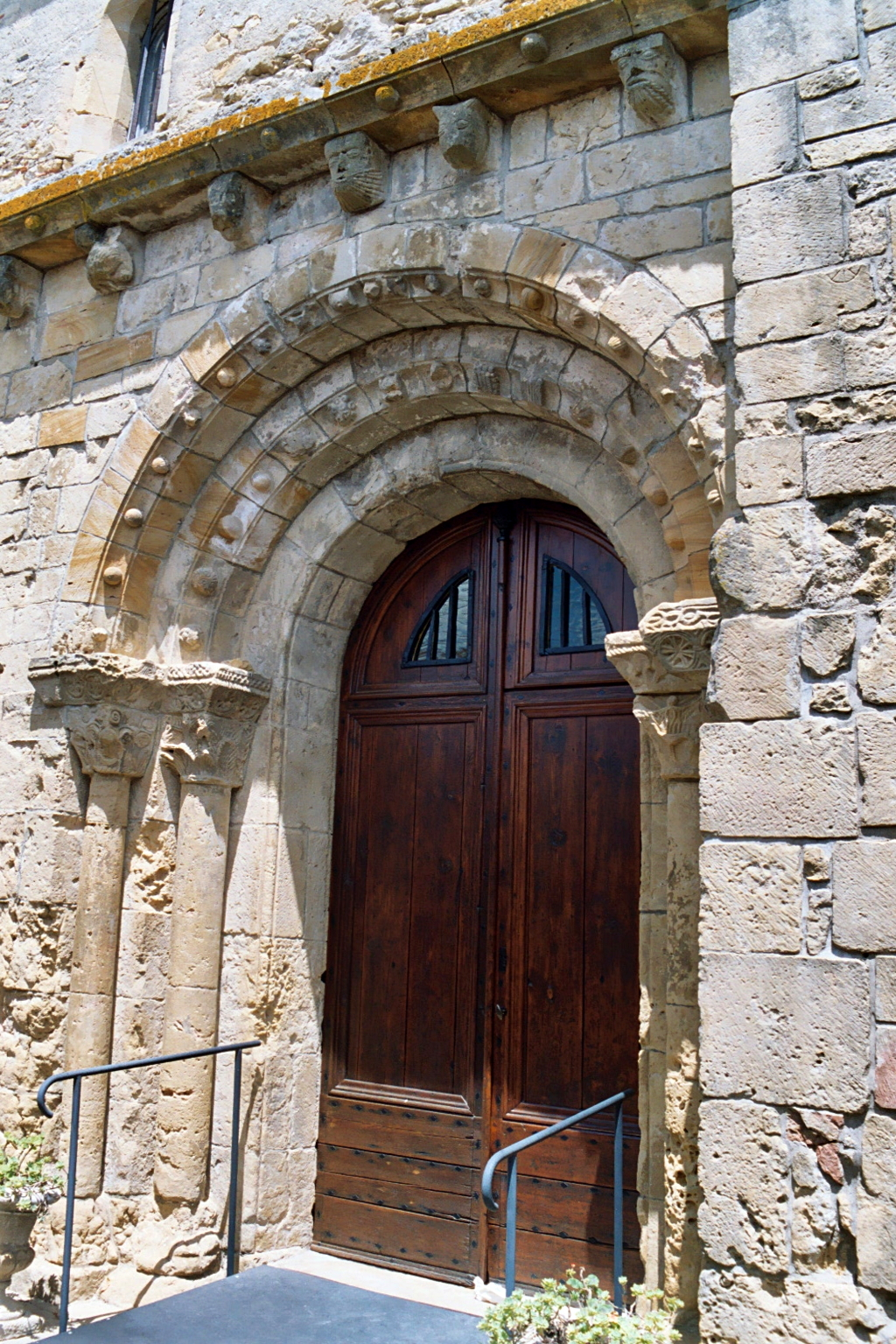
Le portail roman.
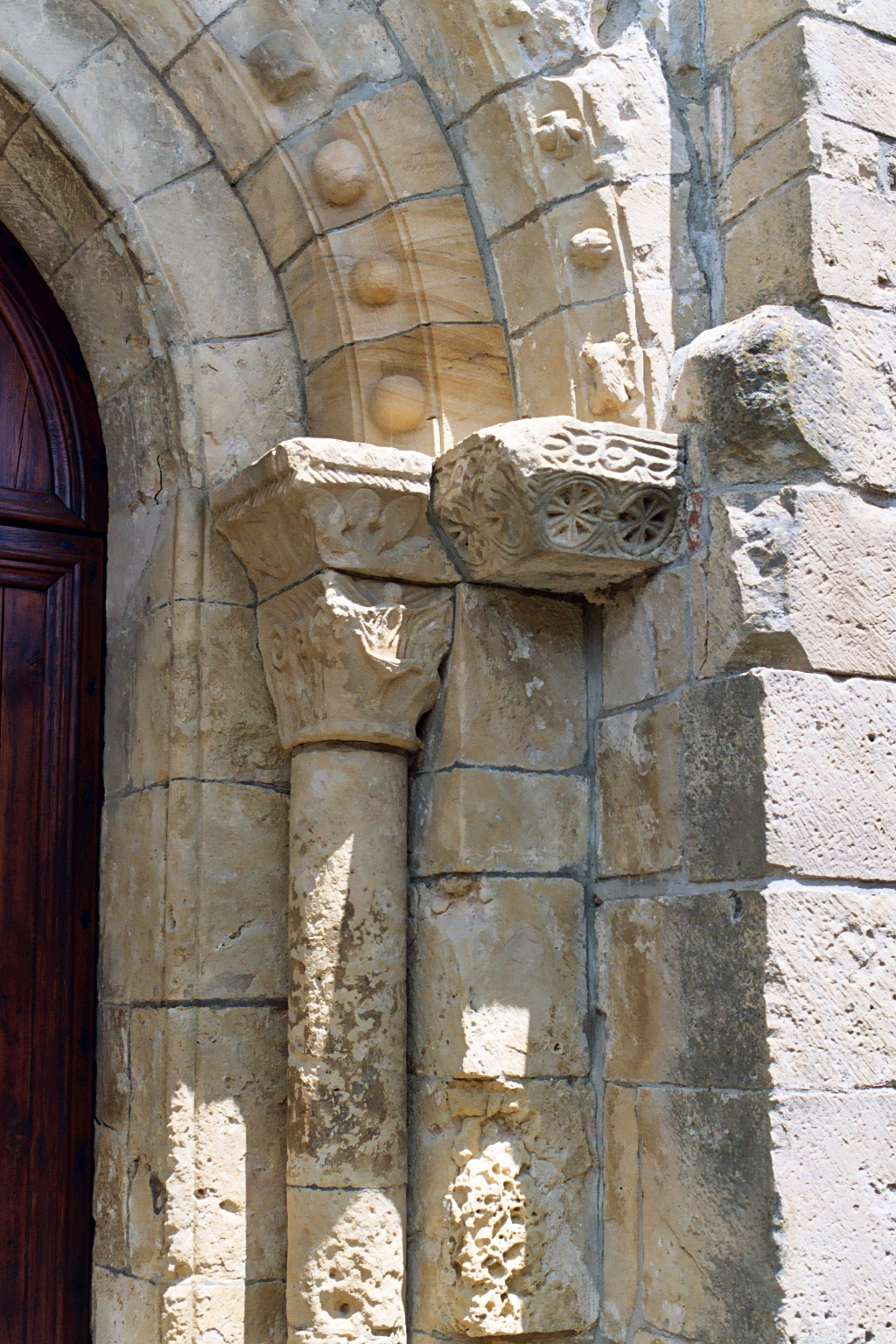
Chapiteaux de droite.